# Laureano Sanabria
Laureano "Laure" Sanabria Ruiz (ur. 22 marca 1985 w Madrycie) – hiszpański piłkarz występujący na pozycji obrońcy w AD Alcorcón.

## Statystyki klubowe
| Sezon   | Klub                  | Kraj      | Liga               | Mecze | Bramki | Puchar Kraju | Mecze | Bramki |
| ------- | --------------------- | --------- | ------------------ | ----- | ------ | ------------ | ----- | ------ |
| 2005/06 | Real Madryt C         | Hiszpania | Tercera División   | 34    | 0      | -            | -     | -      |
| 2006/07 | CD Leganés            | Hiszpania | Segunda División B | 32    | 0      | -            | -     | -      |
| 2007/08 | Deportivo La Coruña B | Hiszpania | Segunda División B | 25    | 0      | -            | -     | -      |
| 2007/08 | Deportivo La Coruña   | Hiszpania | Primera División   | 1     | 0      | -            | -     | -      |
| 2008/09 | Deportivo La Coruña   | Hiszpania | Primera División   | 14    | 0      | -            | -     | -      |
| 2009/10 | Deportivo La Coruña   | Hiszpania | Primera División   | 20    | 0      | -            | -     | -      |
| 2010/11 | Deportivo La Coruña   | Hiszpania | Primera División   | 22    | 1      | -            | -     | -      |
| 2011/12 | Deportivo La Coruña   | Hiszpania | Segunda División   | 38    | 1      | -            | -     | -      |
| 2012/13 | Deportivo La Coruña   | Hiszpania | Primera División   | 11    | 0      | -            | -     | -      |
| 2013/14 | Deportivo La Coruña   | Hiszpania | Segunda División   | 36    | 1      | -            | -     | -      |
| 2014/15 | Deportivo La Coruña   | Hiszpania | Primera División   | 19    | 0      | Puchar Króla | 3     | 0      |
| 2015/16 | Deportivo La Coruña   | Hiszpania | Primera División   | 23    | 0      | Puchar Króla | 3     | 0      |
| 2016/17 | Deportivo La Coruña   | Hiszpania | Primera División   | 7     | 0      | -            | -     | -      |
| 2017/18 | AD Alcorcón           | Hiszpania | Segunda División   | 42    | 1      | -            | -     | -      |
| 2018/19 | AD Alcorcón           | Hiszpania | Segunda División   | 33    | 0      | Puchar Króla | 1     | 0      |

Stan na: 10 czerwca 2019 r.